# Wyldemerk (natuurgebied)
De Wyldemerk (Fries: (De) Wyldemerk)  is een zandgat met omliggend natuurgebied in de Friese gemeente De Friese Meren, tussen de kernen Balk, Oudemirdum, Harich en Rijs. Het ligt op het grondgebied van Harich, tussen de N359 (Sudergoawei) en de Oude Balksterweg.
De vele waterpartijen zijn ontstaan door zandwinning in de jaren '60. Koeien en geiten lopen er los rond en een deel is ingericht als vrij toegankelijk libellenreservaat. Het terrein is eigendom van Staatsbosbeheer. Aan de noordoostzijde lag Kamp Wyldemerk.

## Krakeling
In het gebied liggen veel zandgaten, vaak omringd met ruige, bosachtige natuur. De Wyldemerk is de grootste plas en heeft de vorm van een sterk gebogen krakeling. De grootste afmeting is in oost-westrichting, 650 meter. Van het noordelijkste naar het zuidelijkste punt is het ruim 500 meter, maar door de vorm en de zeer onregelmatige noord-oever is men nooit meer dan 150 meter van de kant. De Wyldemerk trekt 's zomers veel dagrecreatie, waaronder zwemmers, fietsers, wandelaars en pleziervaart. Het water is langs de kanten vrij ondiep en kleine kinderen kunnen er zwemmen en pootjebaden. Midden in het meer is de diepte erg wisselend, de diepte kan oplopen van een meter naar opeens zes meter. Door die onregelmatigheden kunnen er af en toe draaikolkjes ontstaan. De pleziervaart kan de plas vanaf het Slotermeer bereiken via het riviertje de Luts en de Van Swinderenvaart (Van Swinderenfeart); verder is de Wyldemerk indirect verbonden met de Witakkersvaart (Wytikkersfeart). Toch stroomt het water nauwelijks, zodat de plas 's zomers soms afgesloten wordt voor zwemmers in verband met blauwalg.

## Libellenreservaat
Het libellenreservaat is op 12 mei 2007 opgericht door Stichting Gaasterlân Natuerlân (Gaasterland Natuurland), De Vlinderstichting en Libellenwerkgroep Fryslân “De Hynstebiter”. In het gebied werden 34 libellensoorten aangetroffen, waaronder zeldzaamheden als de gevlekte witsnuitlibel, glassnijder en vroege glazenmaker.

## Naam
Wyldemerk betekent "wilde markt", waarbij er vroeger door mensen soms wild aan toe ging tijdens markten, kermissen en rensport, die op deze plek gehouden werden. Het gebied staat ook bekend als de Zandgaten. Een andere benaming is Schouw, naar de buurtschap Schouw precies bij het zuidelijkste punt van het zandgat.